# خوان مانوئل ریکوینا
خوان مانوئل ریکوینا (انگلیسی: Juan Manuel Requena؛ زادهٔ ۲۴ ژانویهٔ ۱۹۹۹) بازیکن فوتبال است.
از باشگاه‌هایی که در آن بازی کرده‌است می‌توان به باشگاه فوتبال نیولز اولد بویز اشاره کرد.